# Tribano
Tribano is een gemeente in de Italiaanse provincie Padua (regio Veneto) en telt 4284 inwoners (31-12-2004). De oppervlakte bedraagt 19,3 km², de bevolkingsdichtheid is 222 inwoners per km².
De volgende frazioni maken deel uit van de gemeente: Olmo, San Luca.

## Demografie
Tribano telt ongeveer 1505 huishoudens. Het aantal inwoners steeg in de periode 1991-2001 met 4,7% volgens cijfers uit de tienjaarlijkse volkstellingen van ISTAT.
| Jaar | Inwoneraantal |
| ---- | ------------- |
| 1991 | 3813          |
| 2001 | 3992          |

## Geografie
Tribano grenst aan de volgende gemeenten: Anguillara Veneta, Bagnoli di Sopra, Conselve, Monselice, Pozzonovo, San Pietro Viminario.